# Paramaka
Paramaka is een geslacht van haften (Ephemeroptera) uit de familie Leptophlebiidae. De wetenschappelijke naam van dit geslacht is voor het eerst geldig gepubliceerd door Harry M. Savage en Eduardo Domínguez in 1992. Zij vormden dit aanvankelijk monotypisch geslacht van Neotropische haften om er de soort Thraulus convexus Spieth in onder te brengen, die dan werd aangeduid als Paramaka convexa (Spieth).
Paramaka-soorten komen voor in het noordelijk deel van Zuid-Amerika. P. convexa werd ontdekt in Suriname; de naar een Amerikaanse rockband genoemde P. pearljam in de Braziliaanse staat Mato Grosso.

## Soorten
Het geslacht Paramaka omvat de volgende soorten:
- Paramaka antonii Sartori, 2005[2]
- Paramaka convexa (Spieth, 1943)[3][1]
- Paramaka incognita Domíniguez, Grillet, Nieto, Molineri & Guerrero, 2014[4]
- Paramaka pearljam Mariano, 2011[5]